# Alien Ant Farm
Alien Ant Farm je ameriška alternativna glasbena skupina, ki je bila ustanovljena leta 1995 v kalifornijskem mestu Riverside. Ime je skupini določil kitarist Terry Corso, izhaja pa iz njegove ideje o nezemljanih. 

## Zasedba

### Trenutni člani
- Dryden Mitchell - vokal, ritem kitara, akustična kitara (1995-danes)
- Terry Corso - kitara (1995-2003, 2008-danes)
- Tye Zamora - bas, back vokal (1995-2006, 2008-danes)
- Mike Cosgrove - bobni (1995-danes)

### Bivši člani
- Joe Hill - kitara, back vokal (2005 - 2008)
- Alex Barreto - bas kitara, back vokal (2006 - 2008)

## Diskografija

### Albumi
| Datum izdaje   | Naslov                                                                 | Najvišja uvrstitev na U.S. Billboard | Izdaja     |
| 1996           | Singles: $100 EP                                                       |                                      |            |
| 1998           | Love Songs EP                                                          |                                      |            |
| 1999           | Greatest Hits                                                          |                                      |            |
| 6. marec 2001  | ANThology                                                              | #11                                  | Platinasta |
| 9. avgust 2003 | truANT                                                                 | #42                                  |            |
| Neobjavljen    | 3rd Draft                                                              |                                      |            |
| 18. julij 2006 | Up in the Attic                                                        | #114                                 |            |
| 20. maj 2008   | 20th Century Masters: Millenium Collection: The Best of Alien Ant Farm |                                      |            |

### Singli
| Leto | Naslov               | Uvrstitev na lestvicah | Uvrstitev na lestvicah | Uvrstitev na lestvicah | Uvrstitev na lestvicah | Album           |
| Leto | Naslov               | US Hot 100             | US Modern Rock         | US Mainstream Rock     | UK Singles Chart       | Album           |
| 2001 | "Smooth Criminal"    | #23                    | #1 (4 tedne)           | #8                     | #3                     | ANThology       |
| 2002 | "Movies"             | -                      | #18                    | #38                    | #5                     | ANThology       |
| 2002 | "Attitude"           | -                      | -                      | -                      | -                      | ANThology       |
| 2003 | "These Days"         | -                      | #29                    | #38                    | #35                    | truANT          |
| 2003 | "Glow"               | -                      | -                      | -                      | -                      | truANT          |
| 2006 | "Forgive and Forget" | #103                   | -                      | -                      | -                      | Up in the Attic |
| 2007 | "Around the Block"   | -                      | -                      | -                      | -                      | Up in the Attic |

### Neobjavljene skladbe
- TransiANT
- Gene Machine
- Toto
- Echo Park
- Fuck Your Friends
- Games Galore
- Mas Sur
- Starside Pride
- Belong